# Pedro de Oñate
Pedro de Oñate, né le 7 janvier 1568 à Valladolid et mort le 31 décembre 1646 à Lima, est un juriste, théologien, missionnaire et jésuite espagnol.
Membre de l'École de Salamanque, il est aujourd'hui reconnu comme l'un des grands experts du droit des contrats, matière qu'il systématise dans son ouvrage De Contractibus.

## Biographie
Après avoir étudié la Théologie et le Droit d'abord à l'université de Salamanque puis à l'ancienne université d'Alcalá de Henares où il suit les cours de Francisco Suárez, il entre le 12 mars 1586 au sein de l'ordre des Jésuites.
Encore étudiant, il participe à la Mission jésuite du Pérou entre 1592, et ce contre l'avis de Suárez qui aurait préféré qu'il reste en Espagne pour travailler avec lui. Il est possible qu'il est continué ses études en Amérique, au sein de l'université nationale principale de San Marcos à Lima.
Maître des novices au Collège du Cercado, puis recteur des collèges de la Compagnie à Potosí, La Paz et Chuquisaca, il finit par être nommé Supérieur provincial de la Province jésuite du Paraguay (es) entre 1615 et 1624. Son talent d'organisateur se fit tant remarquer que l'ont dit parfois que "si le Père Torres avait fondé la Province, Le Père Oñate l'avait organisée".
Il joue notamment un rôle central dans la fondation de l'université nationale de Córdoba, où il devient professeur de Théologie.

## Doctrine

### Systématisation du droit des contrats
L'œuvre principale de Pedro de Oñate, De Contractibus, est l'un des ouvrages de droit des contrats les plus approfondis jamais écrits, matière qu'il considère comme « extrêmement vaste, extrêmement compliquée, mais extrêmement utile ». Sa vision systématique du contrat repose essentiellement sur deux piliers : la liberté et l'équité.
Oñate va ainsi promouvoir l'idée du consensualisme, au motif que, créé à l'image de Dieu qui l'a rendu libre, l'Homme dispose d'une autonomie de volonté tant pour la gestion de ses biens que pour ses engagements. De par l'alignement du droit civil sur les principes canoniques consensualistes, il estime que la liberté a été sagement rendue aux parties contractantes.
Toutefois, cette liberté de contracter ne va pas sans respecter l'équité, principe fondamental des échanges contractuels en raison de la raison naturelle : en plus de devoir respecter les règles étatiques imposées dans l'intérêt de tous, les parties doivent aussi respecter veiller à respecter les principes de la justice commutative, raison du caractère contraignant de l'engagement. Le respect de l'équité passe notamment par le respect du juste prix, raisonnement qui pousse Oñate à férocement critique les pratiques monopolistiques pratiquées en Amérique latine, et par la reconnaissance de la validité de la théorie de l'imprévision comme principe universel du droit des contrats.

### Notion de valeur
En tant que membre de ce qu'on a appelé les "scolastiques coloniaux", Oñate eut à adapter les préceptes de l'École de Salamanque à la situation sud-américaine. Ainsi, sur base de ses expériences personnelles, Oñate critique l'idée attribuée à Jean Duns Scot que la valeur d'un bien se fonde sur le travail nécessaire pour le produire. Selon lui, la valeur économique est subjective et se fonde avant tout sur l'appréciation de nombreux facteurs, comme par exemple la gaieté que le bien pourra apporter ou le manque qu'il pourra combler.

### Contractualisme
Reprenant les idées de son professeur Francisco Suárez mais bien plus méfiant des autorités publiques que les autres membres de l'École de Salamanque, Oñate considère que le principe du pouvoir royal n'est ni le fruit d'un don de Dieu ou d'une supériorité de la personne royale, mais émane d'un contrat social conclu dans l'intérêt de la communauté. En cela, le pouvoir royal est nécessairement limité et ne peut être absolu, sous peine de sombrer dans la tyrannie.
Afin d'assurer le bonheur de sa population, le Roi a selon Oñate quatre grands obligations : servir la religion catholique (et donc accepter l'action de l'Inquisition dans ses territoires), défendre l'État et la vie de ses citoyens, défendre l'honneur et la réputation de ses citoyens, et préserver et accroître la richesse de sa population. Il ajoute aussi la nécessité pour le Roi de fournir des biens utiles à tous, comme des routes, ponts ou ports.

## Œuvres
- (la) De Contractibus, Rome, 1646-1654